# Антон Білек
Антон Білек, Тоні (нім. Антон Білек, 20 листопада 1903 — 28 листопада 1991) — австрійський футболіст, що грав на позиції півзахисника. Відомий виступами у складі клубу «Вінер АК» і національної збірної Австрії. Володар кубка Австрії.

## Клубна кар'єра
У сезоні 1922/23 грав у складі команди «Флорідсдорфер», провівши 2 матчі у чемпіонаті. Навесні 1923 року приєднався до команди «Адміра» (Відень), у складі якої зіграв лише один матч у кубку країни в 1/8 фіналу проти «Вінер Бевегунсспілер» (2:1). Після цього переїхав до Польщі, де грав за команду «Діана» (Катовіце).
У 1924 році перейшов у команду «Вінер Атлетікспорт Клуб», більш відому як ВАК, що виступала у другому дивізіоні. Того ж року команда виграла другий дивізіон і піднялась у еліту. Клуб переважно тримався у середині таблиці національної ліги, незважаючи на хороший склад і присутність у команді таких зірок австрійського і європейського футболу, як Рудольф Гіден, Карл Сеста, Георг Браун, Гайнріх Мюллер та інших. Найвищим результатом у чемпіонаті, якого досягла команда при Білеку було 3 місце у 1929 році.
Більш вдало команда виступала у національному кубку. У 1928 році команда дійшла до фіналу, де поступилась чемпіону країни «Адмірі» (1:2). У 1924 і 1929 році ВАК грав у півфіналі кубку, як і в 1930 році, але в тому розіграші Білек жодного матчу не зіграв, бо посеред сезону перейшов до швейцарської команди «Золотурн», де був граючим тренером.
Повернувшись у ВАК, здобув з командою кубок Австрії 1931. Той розіграш проводився за експериментальною схемою. 10 найсильніших команд країни грали за круговою схемою в одне коло. ВАК у дев'яти матчах жодного разу не програв і лише двічі зіграв унічию. Завдяки цьому клуб на одне очко випередив «Аустрію» і здобув трофей. Білек зіграв в усіх дев'яти матчах турніру, граючи у півзахисті разом з Георгом Брауном і Отто Яним або Карлом Гаєром.
У подальшому був граючим тренером і тренером ряду маловідомих клубів.

## Виступи за збірну
У складі збірної Австрії дебютував наприкінці 1927 року поєдинку зі збірною Італії у кубку Центральної Європи. Австрійці в гостях здобули перемогу з рахунком 1:0. Ще один матч зіграв у 1928 році проти Угорщини (5:1) також у кубку Центральної Європи.
Також виступав у складі збірної Відня. Дебютував у поєдинку проти збірної Праги (1:1) у березні 1926 року. У 1927 - 1929 роках також брав участь у таких матчах: Прага (1:2, 4:2, 1927 рік), Братислава (6:0, 1928), Загреб (1:2, 1929), Берлін (3:1, 1929).

## Титули і досягнення
- Володар Кубка Австрії (1):

ВАК: 1931
- Фіналіст Кубка Австрії (1):

ВАК: 1928
- Бронзовий призер чемпіонату Австрії (1):

ВАК: 1929
| Дата       | Місто   | Господарі | Результат | Гості    | Турнір                             | Голи | Примітки |
| ---------- | ------- | --------- | --------- | -------- | ---------------------------------- | ---- | -------- |
| 06/11/1927 | Болонья | Італія    | 0 – 1     | Австрія  | Кубок Центральної Європи 1927—1930 | -    |          |
| 07/10/1928 | Відень  | Австрія   | 5 – 1     | Угорщина | Кубок Центральної Європи 1927—1930 | -    |          |
| Усього     |         | Матчів    | 2         |          | Голів                              | 0    |          |